# Nebeur (delegación)
Nebeur es una delegación de la gobernación de Al-Kāf en Túnez. En abril de 2014 tenía una población censada de 25 897 habitantes.
Se encuentra ubicada al noroeste del país, sobre la cordillera del Atlas y cerca de la frontera con Argelia.